# نيجيريا للغاز الطبيعي المسال
نيجيريا للغاز الطبيعي المسال المحدودة (NLNG) هو الشركة المنتجة للغاز الطبيعي المسال (LNG) تمتلك مصنع للغاز الطبيعي المسال في جزيرة بوني، نيجيريا .

## المساهمين
نيجيريا للغاز الطبيعي المسال المحدودة مملوكة بشكل مشترك بالنسب التالية: تمتلك شركة البترول الوطنية النيجيرية 49 ٪، وتمتلك شل غاز 25.6 ٪، وتوتال نيجيريا أل أن جي تمتلك 15 ٪ وتملك إيني الدولية 10.4 ٪.

## روابط خارجية
- الموقع الرسمي